# Qualificazioni alla Coppa d'Asia 1964
Questa voce raccoglie un approfondimento sui risultati degli incontri e sulle classifiche per l'accesso alla fase finale della Coppa d'Asia 1964.

## Sorteggio dei gruppi
Il sorteggio dei gruppi di qualificazione alla fase finale si è tenuto nell'aprile 1963.
| Gruppo 1 (Centro)                            | Gruppo 2 (Centro)                                                 | Gruppo 3 (Est)                                  | Gruppo 4 (Ovest)                      |
| -------------------------------------------- | ----------------------------------------------------------------- | ----------------------------------------------- | ------------------------------------- |
| - Birmania - Malaysia - Pakistan - Singapore | - Cambogia - Hong Kong - Indonesia - Thailandia - Vietnam del Sud | - Corea del Sud - Filippine - Giappone - Taiwan | - Afghanistan - Ceylon - India - Iran |

In seguito al ritiro di 11 delle 17 partecipanti la Malaysia venne inclusa nel Gruppo 2, mentre Corea del Sud e India ottennero la qualificazione automatica alla fase finale.

## Risultati
| Saigon 7 dicembre 1963 | Hong Kong | 3 – 3 | Thailandia |  |

| Saigon 7 dicembre 1963 | Vietnam del Sud | 5 – 3 | Malaysia |  |

| Saigon 11 dicembre 1963 | Malaysia | 3 – 1 | Thailandia |  |

| Saigon 11 dicembre 1963 | Vietnam del Sud | 1 – 4 | Hong Kong |  |

| Saigon 14 dicembre 1963 | Hong Kong | 4 – 3 | Malaysia |  |

| Saigon 14 dicembre 1963 | Vietnam del Sud | 3 – 0 | Thailandia |  |

| Pos. | Squadra         | P.ti | G | V | P | S | GF | GS | DR |
| ---- | --------------- | ---- | - | - | - | - | -- | -- | -- |
| 1.   | Hong Kong       | 5    | 3 | 2 | 1 | 0 | 11 | 7  | +4 |
| 2.   | Vietnam del Sud | 4    | 3 | 2 | 0 | 1 | 9  | 7  | +2 |
| 3.   | Malaysia        | 2    | 3 | 1 | 0 | 2 | 9  | 10 | −1 |
| 4.   | Thailandia      | 1    | 3 | 0 | 1 | 2 | 4  | 9  | −5 |